# Alessandra Tesi
Alessandra Tesi (Bologna, 1969) è una fotografa italiana, che vive e lavora a Parigi.

## Carriera
Diplomata all'Accademia delle Belle Arti di Bologna, ha frequentato l'Institut des hautes études en arts plastiques di Parigi.
In fotografia si è dedicata soprattutto al tema della luce e delle trasformazioni della realtà rese possibili dall'uso di materiali diversi, che consentono di ottenere originali effetti cromatici. È dallo studio della luce e dei suoi effetti sui vari materiali e sui colori che nascono le "videoinstallazioni".
Le sue videoinstallazioni e le sue opere fotografiche sono state oggetto di mostre a partire dal 1993: dalle personali di Roma, del gennaio 1993, ed al Castello di Rivoli, nel 1999, alle mostre d'arte internazionali (Prospect 96 a Francoforte, Insight Out nel 1999 a Basilea, Amburgo e Innsbruck e la Biennale di Venezia nel 2001, la Triennale di Milano nel 2006).
Nel 2002 le è stata assegnata la Borsa per giovani artisti che il Castello di Rivoli Museo d'Arte Contemporanea su iniziativa degli Amici Sostenitori del Museo ha istituito per sostenere i giovani artisti impegnati in progetti all'estero.
È stata impegnata a Colle di Val d'Elsa, dove nell'ambito della riqualificazione del centro della città bassa (progetto coordinato dall'Atelier di Jean Nouvel), si occupa della illuminazione dei portici che contornano la centrale Piazza Arnolfo di Cambio.

## Riconoscimenti
- Premio Francesca Alinovi, oggi Premio Alinovi Daolio[3]
- Premio New York 2003/2004 - Italian Academy Columbia University New York[4]

## Pubblicazioni
- Alessandra Tesi[5]